# Croisière noire

Färdkarta

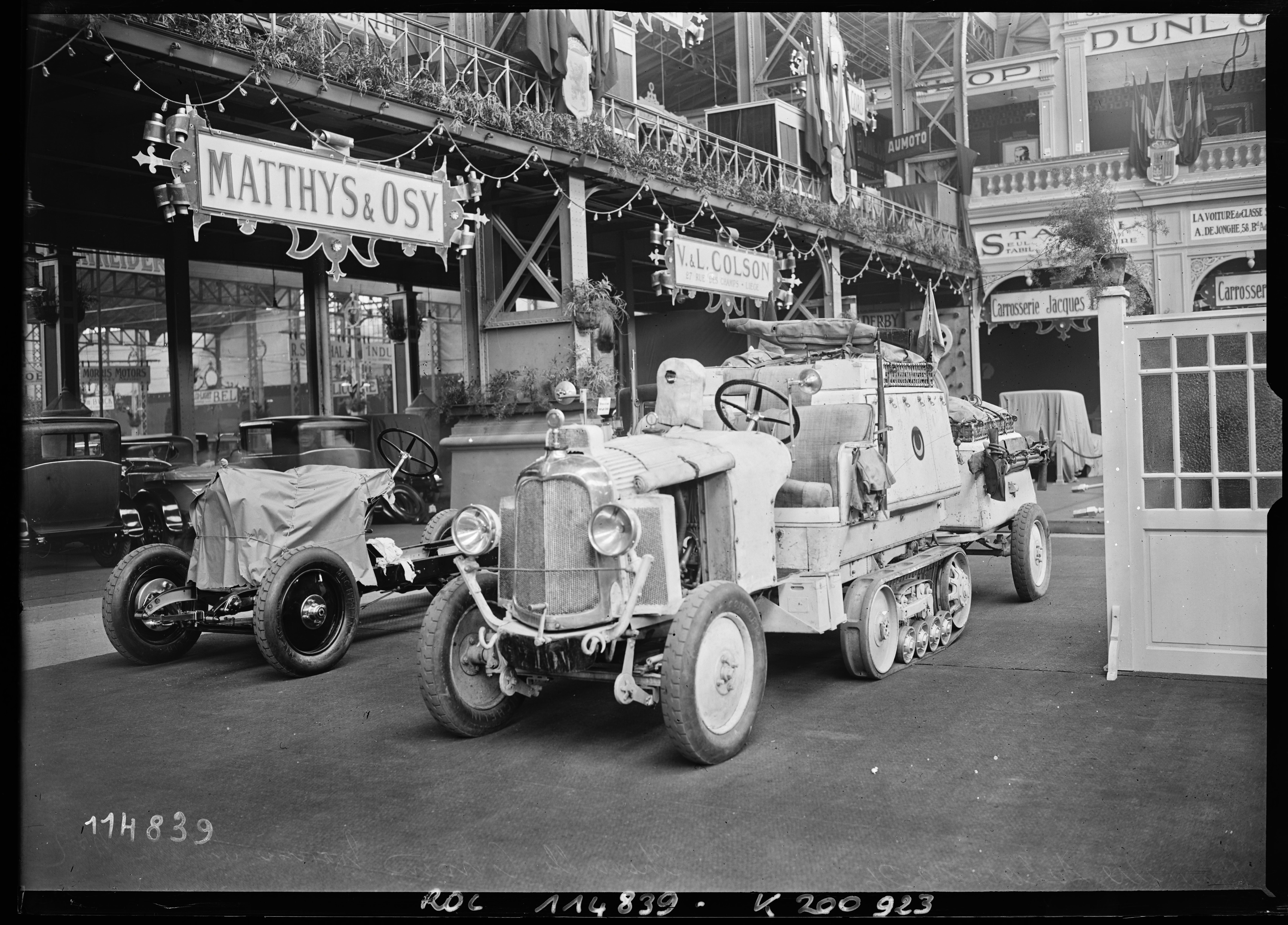
Croissant d'argent på utställning i Bryssel 1926

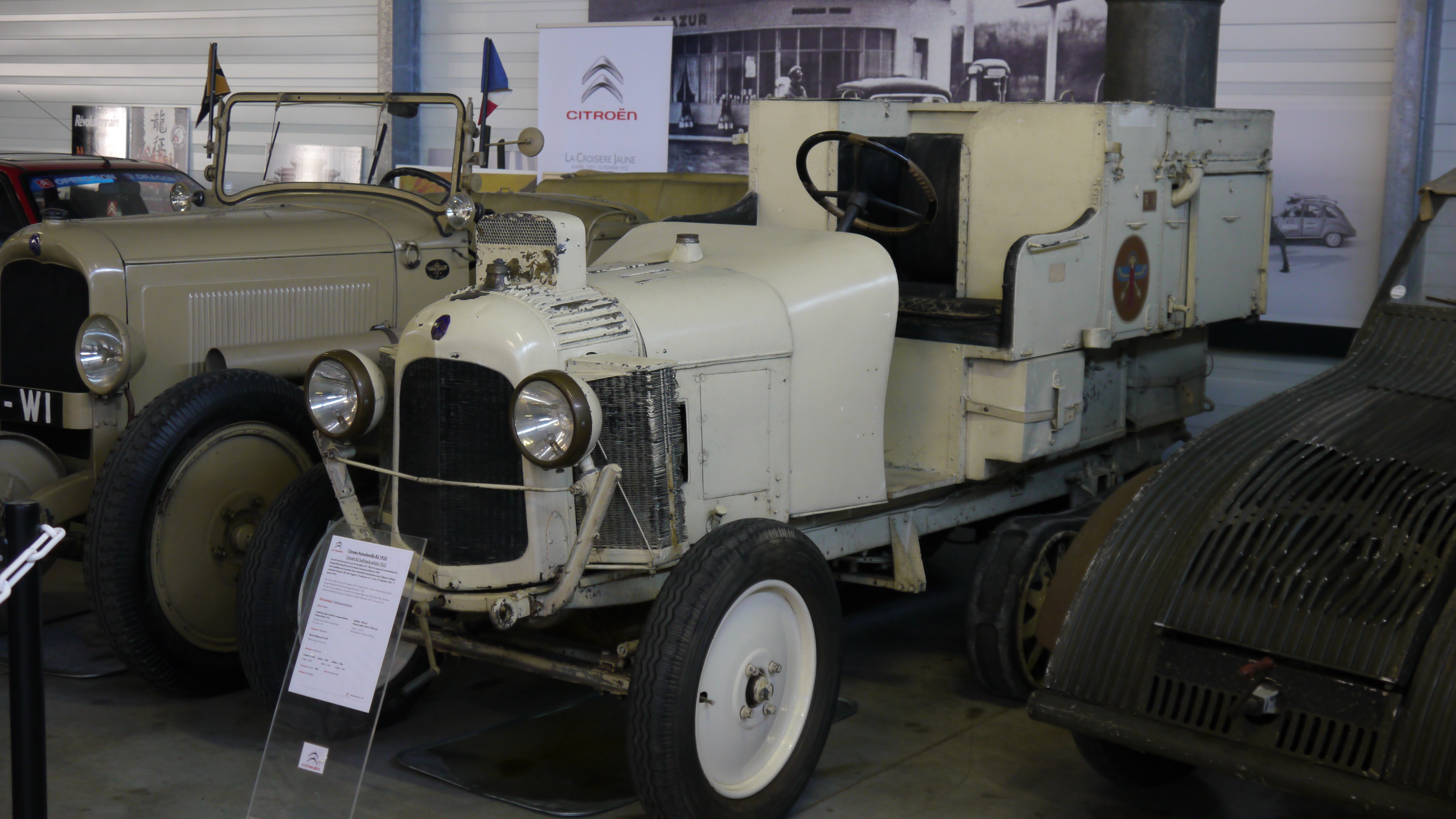
Scarabée d'Or

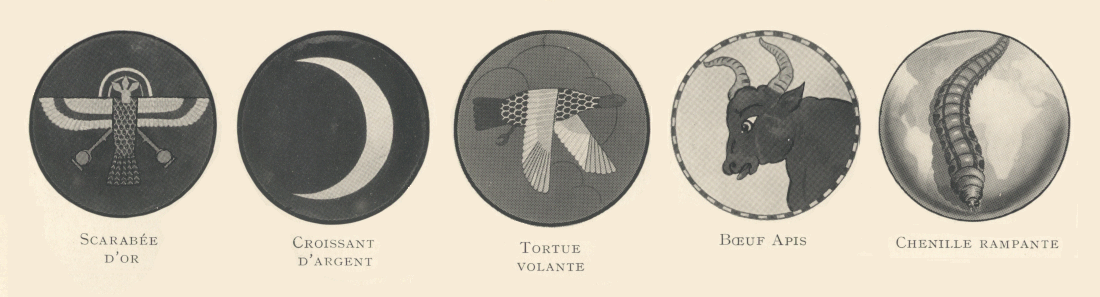
Bilarnas emblem

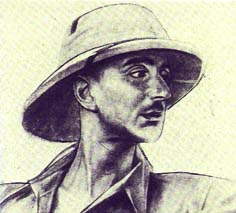
Georges-Marie Haardt

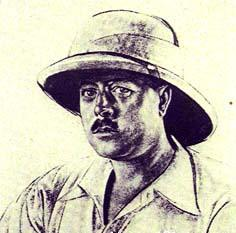
Louis Audouin-Dubreuil

Croisière noire, eller Mission Citroën Centre Afrique, var en expedition med halvbandvagnar i Afrika, som finansierades av André Citroën.
Expeditionen startade i Colomb-Béchar i Algeriet i oktober 1924 för att anlända till Madagaskar i juni 1925, en sträcka på över 20 000 kilometer på 242 dagar.

## Tidigare motorfordonsexpeditioner i Afrika
I slutet av 1800-talet hade några forskningsresande utan framgång försökt att genomkorsa Afrika med bil, bland andra Félix Dubois 1898. Det var först 1922 som en expedition lyckades med detta företag. Georges-Marie Haardts och Louis Audouin-Dubreuils expedition färdades  december 1922–januari 1923 över Sahara från norr till söder i expeditionen Raid Citroën – La Traversée du Sahara med fem Citroën-Kégresse K1 halvbandvagnar efter en rutt som följde de klassiska karavanvägarna. En av deltagarna, Georges Estienne, övertygade sin far, generalen Jean Estienne, att organisera en ny Sahara-expedition efter en annan rutt, vilken var mer anpassad för biltrafik. I slutet av 1923 korsade den första Gradis-expeditionen Sahara från Figuig i östra Marocko till Savé i nuvarande Benin, med fyra Citroën-Kégresse K1. Året därpå genomfördes den andra Gradis-expeditionen över Sahara med några treaxlade Renault MH på en annan färdväg.

## Den första expeditionsplanen
Avresa till Timbuktu utannonserades till den 24 januari 1924 efter 18 månaders förberedelser. General Philippe Pétain, den belgiske kungen Albert I och Algeriets guvernör M. Steeg med fruar skulle sammanstråla med paret Citroën för att möta expeditionen, men André Citroën Renault ställde in projektet den 2 januari. Skälet var att de franska militärmyndigheterna inte ansåg sig kunna utesluta risk för väpnat uppror i södra Marocko och att de inte hade möjligheter att garantera gruppens säkerhet vid en genomfart.  
Det vittnades senare av flera resenärer att det aldrig förekommit något uppror i denna marockanska region och det förefaller som om denna historia var ett påhitt och en komplott mot Citroën. André Citroën misstänkte sin ständiga rival Louis Renault för fult spel. Renault utannonserade någon tid senare en likartad expedition, men genomförd med Renault-fordon, den andra Gardis-expeditionen, med avfärd i november 1924 från Främlingslegionens fort i Colomb-Béchar.

### Den andra expeditionsplanen
André Citroën lät i detta läge utveckla ett betydligt större projekt för sina halvbandvagnar, nämligen att korsa hela den afrikanska kontinenten. Denna expedition, kallad croisière noire, skulle också vara ett vetenskapligt projekt inom etnologi, geologi, meteorologi, zoologi, antropologi, geografi och kartografi. Expeditionen skulle också filmas och fotodokumenteras. 
Det nya projektet togs positivt emot av franska staten, med Frankrikes president i spetsen. De tre institutionerna Société de géographie, Muséum national d'histoire naturelle och statssekretariat för flyg, stöttade expeditionsprojektet.

## Deltagare och fordon
Expeditionen genomfördes med åtta Citroën-Kégresse P4T. Motorkylningen hade modifierats för att klara ett tropiskt klimat.
Den hade 17 medlemmar och leddes av Georges-Marie Haardt med Louis Audouin-Dubreuil som biträdande chef. I teamet ingick filmarna Léon Poirier och Georges Specht, tropikläkaren Eugène Bergognier, geologen Charles Brull och konstnären Alexandre Iacovleff.
Bilarna delades upp i två grupper:
- Grupp 1:
  - Scarabée d'or, ledarbil för Georges-Marie Haardt, med kartor, vapen och resedokument
  - L'éléphant à la tour, med expeditionsarkiv och kassaskrin
  - Soleil en marche, med kamerautrustning
  - L'escargot ailé, med kamerautrustning
- Grupp 2:
  - Croissant d'argent, som kördes av chefsteknikern Maurice Penand
  - Colombe, med medicinförråd och livsmedel
  - Centaure
  - Pégase, kvastvagn, med reservdelar

## Resrutter
Bilarna lämnade Colomb-Béchar den 28 oktober 1925 och färdades genom Algeriet, Mali, Niger, Tchad och Oubangui-Chari (nuvarande Centralafrikanska republiken), för att sedan fortsätta till Belgiska Kongo.
De hade inga problem att korsa Saharaöknen, och nådde Niamey i Niger den 19 november och den 1 december Tessaoua, där de togs emot av sultanen Barmou. Till julen kom expeditionen till Fort-Lamy, som var huvudstad i Chad inom Franska Ekvatorialafrika, där de vilade till den 3 januari 1926. 
Expeditionen hade sina största svårigheter i Belgiska Kongo, där banade vägar var sällsynta och expeditionen ofta måste bana väg själv med machetes i växtligheten. Expeditionen gjorde ett uppehåll på elva dagar i Stanleyville efter 9 000 kilometer, innan de tog sikte på Kampala i Brittiska Östafrika via Nyagatare i det belgiska Ruanda-Urundi. I Kampala delade expeditionen upp sig i fyra grupper, var och en med två bilar, med olika rutter till olika hamnar vid Indiska Oceanen:
- Louis Audouin-Dubreuils team körde genom Kenya till Mombasa
- Adolphe Bettembourgs team tog sig med färja över Viktoriasjön och körde genom Tanganyika till Dar es Salaam
- Charles Brulls team tog sig med färja över Viktoriasjön och körde genom Tanganyika, via Bukama och Elisabethville i södra Belgiska Kongo, östra Nordrhodesia, Sydrhodesia och Sydafrika till Kapstaden
- Georges-Marie Haardts team tog sig med färja över Viktoriasjön och körde genom Tanganyika och Nyasaland till Beira i Portugisiska Östafrika. Denna färdväg ansågs som den farligaste och som ogenomförbar av de brittiska kolonialmyndigheterna, men Haardts team lyckades  efter 28 000 kilometer nå Tananarive på Madagaskar den 26 juni 1925.